# T.O.F.
T.O.F., pseudoniem van Clifton Reumel, was een Nederlands rapper. De afkorting T.O.F. staat voor The Original Flyguy.

## Geschiedenis
T.O.F. was de eerste artiest die getekend werd door X-Ray Records, een platenlabel van Ray Slijngaard. Funk it up was de eerste en grootste hit van zowel T.O.F. als X-Ray Records.

## Discografie

### Albums
| Album met eventuele hitnotering(en) in de Nederlandse Album Top 100 | Datum van verschijnen | Datum van binnenkomst | Hoogste positie | Aantal weken | Opmerkingen |
| ------------------------------------------------------------------- | --------------------- | --------------------- | --------------- | ------------ | ----------- |
| Jump around                                                         | 1996                  |                       |                 |              |             |

### Singles
| Single met eventuele hitnotering(en) in de Nederlandse Top 40 | Datum van verschijnen | Datum van binnenkomst | Hoogste positie | Aantal weken | Opmerkingen                           |
| ------------------------------------------------------------- | --------------------- | --------------------- | --------------- | ------------ | ------------------------------------- |
| Funk it up                                                    | 1994                  | 18-02-1995            | 5               | 9            | Alarmschijf / Dancesmash op Radio 538 |
| Feel this groove                                              | 1995                  |                       | 34              | 3            | [ 1 ]                                 |
| Jump around                                                   | 1996                  |                       |                 |              |                                       |
| Doin' it again                                                | 1996                  |                       |                 |              |                                       |